# Ri Chon-il
Ri Chon-il (리천일?, 李天日?; 22 gennaio 1991) è un ex calciatore nordcoreano, di ruolo difensore.